# 耶路撒冷美国定居点

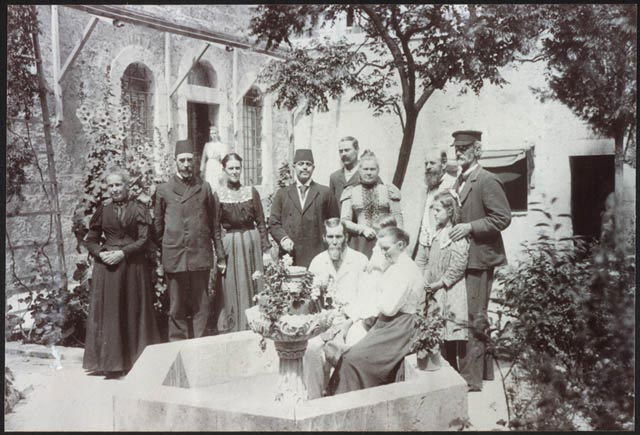
历史照片

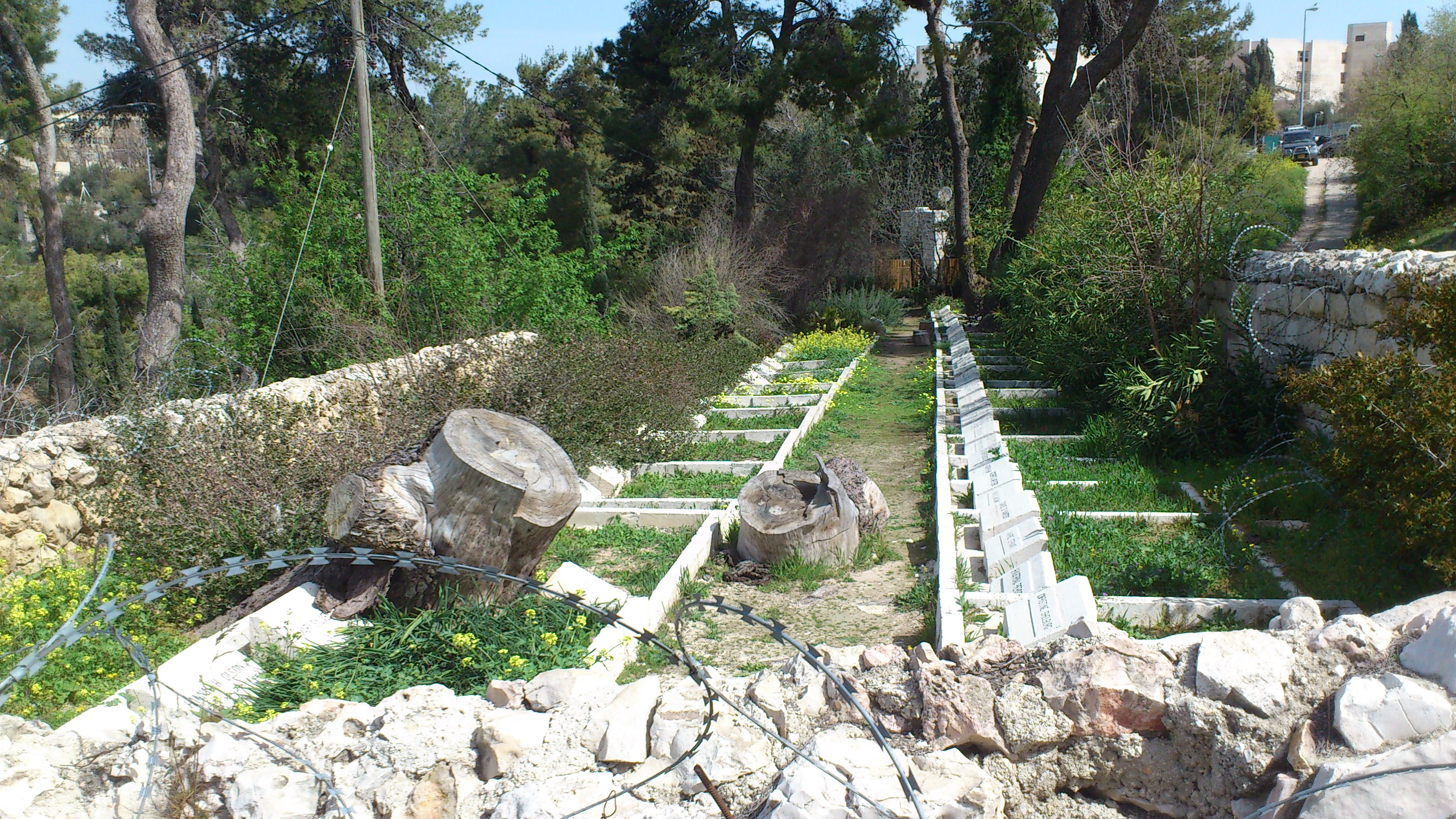
耶路撒冷美国定居点公墓 in 斯科普斯山

美国定居点于1881年在耶路撒冷建立，创建者是一个基督教乌托邦社团，由霍雷肖·斯帕福德和安娜·斯帕福德领导。定居点原址现为东耶路撒冷的一个酒店，仍然使用这个名称。

## 历史
1871年芝加哥大火后，芝加哥居民安娜·斯帕福德和霍雷肖·斯帕福德夫妇一家遭受了一系列悲剧性的损失。1881年，他们带领一支美国小队伍来到耶路撒冷，形成一个基督教乌托邦社会。美国定居点出名后，瑞典基督徒也来加入。他们在耶路撒冷人中从事慈善工作，不分宗教信仰，获得当地穆斯林、犹太人和基督教社区的信任。在第一次世界大战期间和战后，美国城开展慈善工作，以减轻当地居民的痛苦，开设汤馆、医院、孤儿院和其他慈善事业。
在20世纪40年代后期，虽然美国定居点不再是一个宗教团体，个人会员继续活跃在耶路撒冷的日常生活。20世纪50年代末，社团的公共住所改造成美国定居点酒店。该酒店是耶路撒冷景观一个组成部分。1992年，巴勒斯坦解放组织和以色列的代表在该酒店会见，在那里他们开始谈判，带进了历史性的1993年奥斯陆协议。

### 引用
1. ↑  . Books.google.com. 2006-07-31  [2013-11-24]. （原始内容存档于2014-05-23）.